# شهرستان پریکوبانسکی (قره‌چای و چرکس)
شهرستان پریکوبانسکی (به لاتین: Prikubansky District) یک شهرستان در روسیه است که در قره‌چای و چرکس واقع شده‌است.